# Hiroki Sakai
Pour les articles homonymes, voir Sakai (homonymie).
Hiroki Sakai (酒井 宏樹, Sakai Hiroki), né le 12 avril 1990 à Kashiwa, est un footballeur international japonais évoluant au poste d'arrière droit au Auckland FC.
Avec la sélection, il participe à la Coupe du monde en 2014 et 2018, à la Coupe des Confédérations 2013 et il est finaliste de la Coupe d'Asie des nations 2019. Il est désigné meilleur défenseur de ce tournoi.

## Biographie

### Carrière en club

#### Débuts professionnels au Kashiwa Reysol (2010-2012)
Après être passé par les sections jeunes du Kashiwa Mighty, il rejoint les rangs du Kashiwa Reysol en 2003. Il connaît toutes les équipes jes avant d'intégrer le groupe professionnel en 2010.
Pour sa première saison professionnelle, il prend part à douze rencontres toutes compétitions confondues et remporte le championnat du Japon de deuxième division 2010. La saison suivante est donc sa première en première division. Il joue trente-cinq matchs toutes compétitions et participe à ses premiers matchs intercontinentaux en jouant la coupe du monde des clubs 2011. Le club termine à la quatrième place de la compétition et Hiroki Sakai marque un but lors de la demi-finale perdue sur le score de trois buts à un contre le Santos FC, champion d'Amérique du Sud. Il est champion du Japon en 2011, un an après la remontée du club dans l'élite. Lors de la troisième saison au club, il participe à la ligue des champions et atteint les demi-finales où il est éliminé par le club chinois du Guangzhou Evergrande Taobao. Cette même saison, il remporte la Coupe du Japon contre le Gamba Osaka un but à zéro ainsi que la Supercoupe du Japon mais le club termine sixième en championnat japonais.

#### Découverte de l'Europe au Hanovre 96 (2012-2016)
Durant l'été 2012, le latéral droit s'engage avec le club allemand Hanovre 96 pour un peu plus d'un million d'euros et quatre saisons. Pour sa première saison, il est bloqué par la concurrence et joue peu mais prend une place plus importante dès la saison suivante en jouant vingt-huit matchs et en inscrivant son premier but contre le Werder Brême le 3 novembre 2013.
Il est de nouveau régulièrement utilisé les deux saisons suivantes mais le club ne peut éviter la relégation en seconde division allemande à l'issue de la saison 2015-2016 en terminant à la dernière place du championnat malgré deux changements d’entraîneur en cours de saison.

#### Olympique de Marseille (2016-2021)

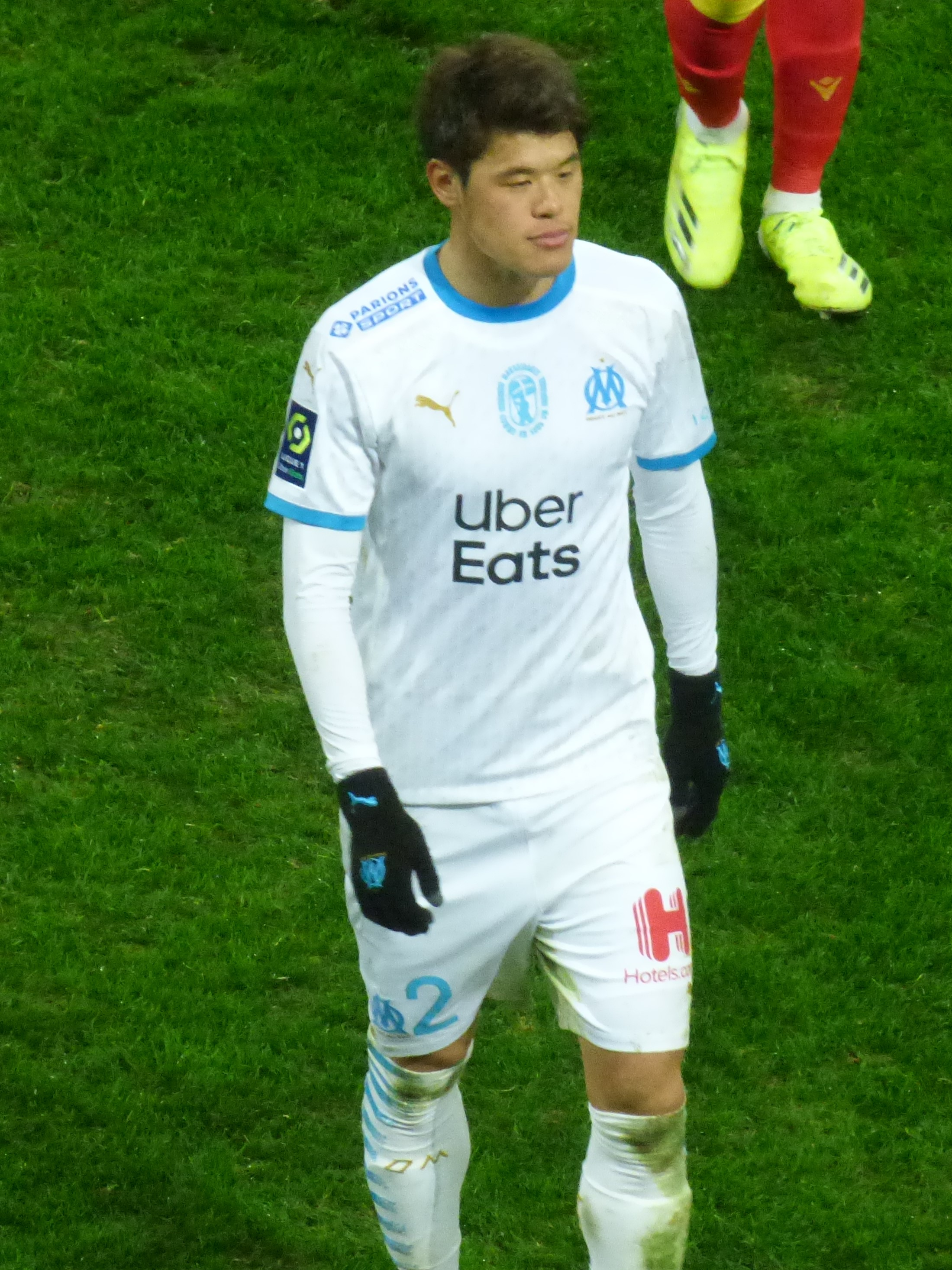
Hiroki Sakai sous les couleurs olympiennes en février 2021.

Libre de tout contrat, il rejoint l'Olympique de Marseille en juin 2016 et récupère le numéro 2. Il joue son premier match officiel sous ses nouvelles couleurs en étant titularisé lors de la première journée de Ligue 1 pour la réception du Toulouse FC. Il délivre sa première passe décisive pour Bafé Gomis lors de la 25e journée de championnat lors d'une défaite contre le FC Nantes. À l'occasion de la 33e journée de championnat, il délivre sa deuxième passe décisive pour Florian Thauvin auteur du troisième but olympien contre l'AS Saint-Étienne lors d'une victoire quatre buts à zéro.
À la suite de sa bonne saison dans le couloir droit, et à son professionnalisme reconnu, il signe le 29 septembre 2017 une prolongation de contrat de quatre ans avec le club marseillais. Avec le départ de Patrice Évra et une blessure prolongée de Jordan Amavi au début de l'année 2018, l'entraîneur Rudi Garcia le repositionne sur le côté gauche du terrain à plusieurs reprises ; le Japonais se montre à la hauteur et donne pleinement satisfaction. Le Japonais marque son premier but le 12 avril 2018, jour de son anniversaire, lors de la victoire en quart de finale retour de Ligue Europa contre Leipzig remporté cinq buts à deux ; il délivre le Stade Vélodrome dans les arrêts de jeu en inscrivant le cinquième but de l'équipe d'une frappe du milieu de terrain dans un but vide. Le club atteint la finale de la compétition mais s'incline contre l'Atlético de Madrid trois buts à zéro.
Il fête son 100e match sous les couleurs olympiennes lors du troisième match de groupe en Ligue Europa contre la Lazio de Rome le 25 octobre 2018 au Stade Vélodrome. Il inscrit son premier but en Ligue 1, le 18 mai 2019 contre le Toulouse FC lors d'une victoire cinq buts à deux. Il est élu meilleur joueur de la saison 2018-2019 par les supporteurs marseillais pour ses excellentes prestations. Il joue son centième match de Ligue 1 contre le RC Strasbourg le 20 octobre 2019 (victoire 2-0) .
Arrivé en 2016 en provenance de Hanovre, Sakai a disputé 184 matches sous les couleurs olympiennes, et a marqué deux buts. Il a notamment été élu meilleur joueur de la saison 2018-2019 par les supporters marseillais. Le 24 mai 2021, le défenseur japonais annonce mettre un terme à sa carrière européenne en quittant l'Olympique de Marseille alors qu'il lui reste un an de contrat.

#### Urawa Red Diamonds (2021-2024)
En juin 2021, il s'engage avec le club japonais d'Urawa Red Diamonds ; le coût du transfert est estimé à 1,5 million d'euros,.

#### Auckland (2024-)
Après 3 saisons à Urawa Red Diamonds, Hiroki est en fin de contrat et ne prolonge pas l'aventure. Il est libre de tout contrat et s'engage librement au Auckland FC en Nouvelle-Zélande.

### Carrière internationale

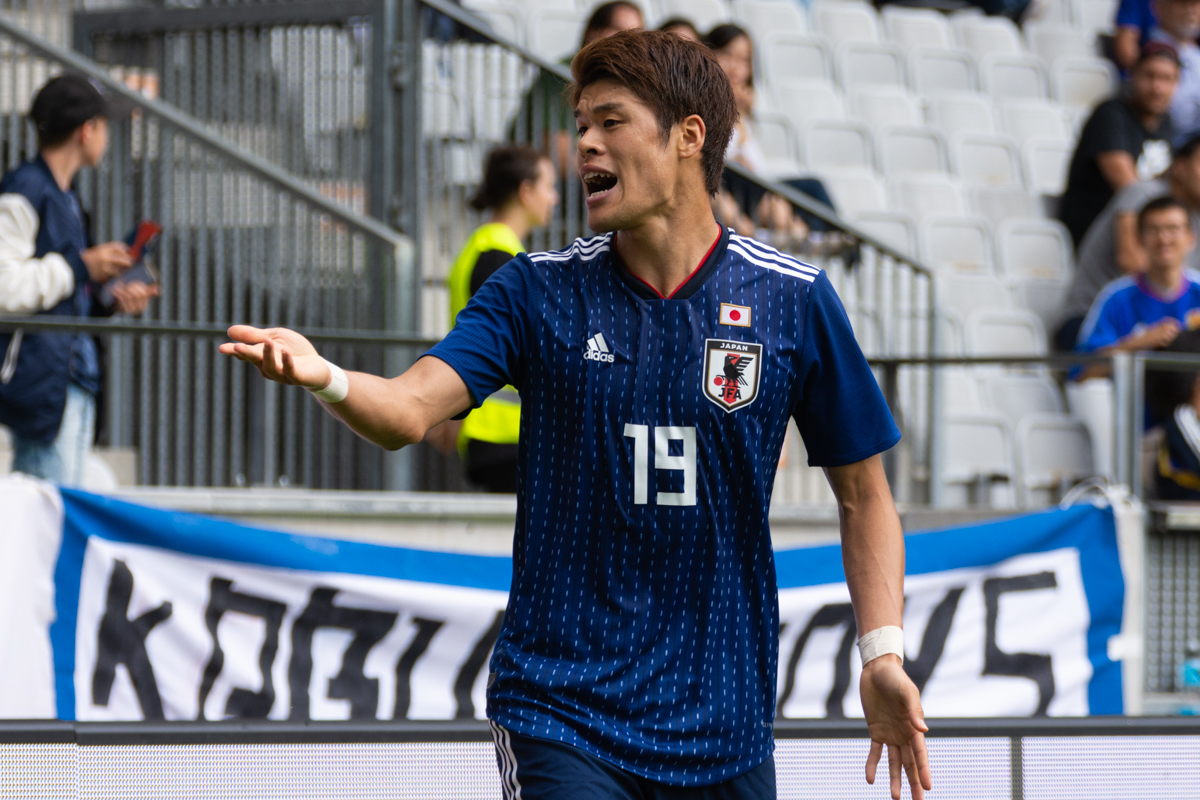
Hiroki Sakai lors d'un match amical contre le Paraguay le 12 juin 2018 à Innsbruck.

Il joue son premier match international A contre l’Azerbaïdjan à l'occasion de la Coupe Kirin le 23 mai 2012. Convoqué dans le groupe des Jeux olympiques 2012 de Londres, il atteint la demi-finale et finit quatrième du tournoi après une défaite contre le Mexique en demi et une défaite contre la Corée du Sud en petite finale.
Il est dans le groupe japonais lors de la Coupe des confédérations 2013 pendant laquelle il prend part à deux rencontres mais sa sélection termine dernière de son groupe. Il est ensuite sélectionné pour participer à la Coupe du monde 2014, organisée au Brésil, mais ne joue pas une seule minute. Le 18 mai 2018, il est convoqué pour participer à la coupe du monde 2018 en Russie. Titulaire lors de tous les matchs, il est éliminé en huitième de finale contre la Belgique trois buts à deux alors que les japonais menaient deux zéro.
Le 16 novembre 2018, il marque son premier but en sélection face au Venezuela lors d'un match nul un but partout en amical. Il fait partie de la liste du Japon pour la Coupe d'Asie 2019. Titulaire indiscutable, il participe activement au parcours du Japon qui atteint la finale avant de s'incliner trois buts à un contre le Qatar. Avant la finale, le Japon n'encaisse que deux buts en cinq rencontres.
En juin 2021, il fait partie du groupe qui participe aux Jeux olympiques 2020 de Tokyo et marque lors du troisième match de poule contre la France.
Le 1er novembre 2022, il est sélectionné par Hajime Moriyasu pour participer à la Coupe du monde 2022.

## Statistiques

### Statistiques détaillées
| Saison                | Club                   | Championnat           | Championnat | Championnat | Championnat | Coupe nationale | Coupe nationale | Coupe nationale | Coupe de la Ligue | Coupe de la Ligue | Coupe de la Ligue | Supercoupe | Supercoupe | Supercoupe | Compétition(s) continentale(s) | Compétition(s) continentale(s) | Compétition(s) continentale(s) | Compétition(s) continentale(s) | Coupe du monde des clubs | Coupe du monde des clubs | Coupe du monde des clubs | Japon | Japon | Japon | Total | Total | Total |
| Saison                | Club                   | Division              | M.          | B.          | P.d.        | M.              | B.              | P.d.            | M.                | B.                | P.d.              | M.         | B.         | P.d.       | Comp.                          | M.                             | B.                             | P.d.                           | M.                       | B.                       | P.d.                     | M.    | B.    | P.d.  | M.    | B.    | P.d.  |
| 2010                  | Kashiwa Reysol         | League 2              | 9           | 1           | 1           | 3               | 0               | 0               | -                 | -                 | -                 | -          | -          | -          | -                              | -                              | -                              | -                              | -                        | -                        | -                        | -     | -     | -     | 12    | 1     | 1     |
| 2011                  | Kashiwa Reysol         | League 1              | 27          | 0           | 9           | 2               | 0               | 0               | 2                 | 0                 | 0                 | -          | -          | -          | -                              | -                              | -                              | -                              | 4                        | 1                        | 0                        | -     | -     | -     | 35    | 1     | 9     |
| 2012                  | Kashiwa Reysol         | League 1              | 15          | 1           | 3           | -               | -               | -               | -                 | -                 | -                 | 1          | 0          | 0          | AFC                            | 7                              | 2                              | 0                              | -                        | -                        | -                        | 3     | 0     | 0     | 26    | 3     | 3     |
| Sous-total            | Sous-total             | Sous-total            | 51          | 2           | 13          | 5               | 0               | 0               | 2                 | 0                 | 0                 | 1          | 0          | 0          | -                              | 7                              | 2                              | 0                              | 4                        | 1                        | 0                        | 3     | 0     | 0     | 73    | 5     | 13    |
| 2012-2013             | Hanovre 96             | Bundesliga            | 13          | 0           | 1           | 1               | 0               | 0               | -                 | -                 | -                 | -          | -          | -          | C3                             | 3                              | 0                              | 1                              | -                        | -                        | -                        | 9     | 0     | 0     | 26    | 0     | 2     |
| 2013-2014             | Hanovre 96             | Bundesliga            | 26          | 1           | 0           | 2               | 0               | 0               | -                 | -                 | -                 | -          | -          | -          | -                              | -                              | -                              | -                              | -                        | -                        | -                        | 6     | 0     | 1     | 34    | 1     | 1     |
| 2014-2015             | Hanovre 96             | Bundesliga            | 27          | 0           | 0           | 2               | 0               | 0               | -                 | -                 | -                 | -          | -          | -          | -                              | -                              | -                              | -                              | -                        | -                        | -                        | 4     | 0     | 0     | 33    | 0     | 0     |
| 2015-2016             | Hanovre 96             | Bundesliga            | 26          | 1           | 0           | 2               | 0               | 1               | -                 | -                 | -                 | -          | -          | -          | -                              | -                              | -                              | -                              | -                        | -                        | -                        | 5     | 0     | 1     | 33    | 1     | 2     |
| Sous-total            | Sous-total             | Sous-total            | 92          | 2           | 1           | 7               | 0               | 1               | -                 | -                 | -                 | -          | -          | -          | -                              | 3                              | 0                              | 1                              | -                        | -                        | -                        | 24    | 0     | 2     | 126   | 2     | 5     |
| 2016-2017             | Olympique de Marseille | Ligue 1               | 35          | 0           | 2           | 3               | 0               | 1               | 2                 | 0                 | 0                 | -          | -          | -          | -                              | -                              | -                              | -                              | -                        | -                        | -                        | 9     | 0     | 3     | 49    | 0     | 6     |
| 2017-2018             | Olympique de Marseille | Ligue 1               | 33          | 0           | 3           | 2               | 0               | 0               | 1                 | 0                 | 0                 | -          | -          | -          | C3                             | 14                             | 1                              | 1                              | -                        | -                        | -                        | 11    | 0     | 1     | 61    | 1     | 5     |
| 2018-2019             | Olympique de Marseille | Ligue 1               | 27          | 1           | 4           | -               | -               | -               | 1                 | 0                 | 1                 | -          | -          | -          | C3                             | 4                              | 0                              | 0                              | -                        | -                        | -                        | 9     | 1     | 1     | 41    | 2     | 6     |
| 2019-2020             | Olympique de Marseille | Ligue 1               | 21          | 0           | 0           | 3               | 0               | 0               | 1                 | 0                 | 0                 | -          | -          | -          | -                              | -                              | -                              | -                              | -                        | -                        | -                        | 5     | 0     | 4     | 30    | 0     | 4     |
| 2020-2021             | Olympique de Marseille | Ligue 1               | 29          | 0           | 1           | 2               | 0               | 0               | -                 | -                 | -                 | 1          | 0          | 0          | C1                             | 6                              | 0                              | 0                              | -                        | -                        | -                        | 4     | 0     | 1     | 42    | 0     | 2     |
| Sous-total            | Sous-total             | Sous-total            | 145         | 1           | 10          | 10              | 0               | 1               | 5                 | 0                 | 1                 | 1          | 0          | 0          | -                              | 24                             | 1                              | 1                              | -                        | -                        | -                        | 38    | 1     | 10    | 223   | 3     | 23    |
| 2021                  | Urawa Reds             | League 1              | 14          | 2           | 0           | 4               | 0               | 0               | -                 | -                 | -                 | -          | -          | -          | -                              | -                              | -                              | -                              | -                        | -                        | -                        | 3     | 0     | 0     | 21    | 2     | 0     |
| 2022                  | Urawa Reds             | League 1              | 20          | 0           | 0           | -               | -               | -               | 1                 | 0                 | 0                 | 1          | 0          | 0          | AFC                            | 8                              | 0                              | 2                              | -                        | -                        | -                        | 7     | 0     | 0     | 37    | 0     | 2     |
| 2023                  | Urawa Reds             | League 1              | 25          | 2           | 0           | 1               | 0               | 0               | 6                 | 0                 | 1                 | -          | -          | -          | AFC                            | 3                              | 0                              | 0                              | -                        | -                        | -                        | -     | -     | -     | 35    | 2     | 1     |
| 2024                  | Urawa Reds             | League 1              | 10          | 1           | 2           | -               | -               | -               | 1                 | 0                 | 0                 | -          | -          | -          | -                              | -                              | -                              | -                              | 2                        | 0                        | 0                        | -     | -     | -     | 13    | 1     | 2     |
| Sous-total            | Sous-total             | Sous-total            | 69          | 5           | 2           | 5               | 0               | 0               | 8                 | 0                 | 1                 | 1          | 0          | 0          | -                              | 11                             | 0                              | 2                              | 2                        | 0                        | 0                        | 10    | 0     | 0     | 106   | 5     | 5     |
| 2024-2025             | Auckland FC            | A-League              | 25          | 3           | 4           | 1               | 0               | 1               | -                 | -                 | -                 | -          | -          | -          | -                              | -                              | -                              | -                              | -                        | -                        | -                        | -     | -     | -     | 26    | 3     | 5     |
| Total sur la carrière | Total sur la carrière  | Total sur la carrière | 382         | 13          | 32          | 28              | 0               | 2               | 15                | 0                 | 2                 | 3          | 0          | 0          | -                              | 45                             | 3                              | 4                              | 6                        | 1                        | 0                        | 75    | 1     | 12    | 554   | 18    | 52    |

### Liste des matches internationaux
| Matches internationaux de Hiroki Sakai au 2 juillet 2021 | Matches internationaux de Hiroki Sakai au 2 juillet 2021 | Matches internationaux de Hiroki Sakai au 2 juillet 2021 | Matches internationaux de Hiroki Sakai au 2 juillet 2021 | Matches internationaux de Hiroki Sakai au 2 juillet 2021 | Matches internationaux de Hiroki Sakai au 2 juillet 2021 | Matches internationaux de Hiroki Sakai au 2 juillet 2021 |
|                                                          | Date                                                     | Lieu                                                     | Adversaire                                               | Résultat                                                 | Compétition                                              | Notes                                                    |
| -------------------------------------------------------- | -------------------------------------------------------- | -------------------------------------------------------- | -------------------------------------------------------- | -------------------------------------------------------- | -------------------------------------------------------- | -------------------------------------------------------- |
| 1.                                                       | 23/05/2012                                               | Stade Ecopa, Shizuoka, Japon                             | Azerbaïdjan                                              | 2 - 0                                                    | Match amical                                             | Remplaçant 46e (A. Uchida)0                              |
| 2.                                                       | 03/06/2012                                               | Stade Saitama 2002, Saitama, Japon                       | Oman                                                     | 3 - 0                                                    | Éliminatoires C.D.M.                                     | Remplaçant 57e (A. Uchida)                               |
| 3.                                                       | 12/06/2012                                               | Suncorp Stadium, Brisbane, Australie                     | Australie                                                | 1 - 1                                                    | Éliminatoires C.D.M.                                     | Remplaçant 73e (A. Uchida)                               |
| 4.                                                       | 06/09/2012                                               | Stade Denka, Niigata, Japon                              | Émirats arabes unis                                      | 1 - 0                                                    | Match amical                                             | Titulaire 79e (G. Sakai)                                 |
| 5.                                                       | 12/10/2012                                               | Stade de France, Saint-Denis, France                     | France                                                   | 0 - 1                                                    | Match amical                                             | Titulaire 86e (A. Uchida)                                |
| 6.                                                       | 16/10/2012                                               | Stade municipal, Wrocław, Pologne                        | Brésil                                                   | 4 - 0                                                    | Match amical                                             | Remplaçant 46e (A. Uchida)                               |
| 7.                                                       | 14/11/2012                                               | Sultan Qaboos Sports Complex, Mascate, Oman              | Oman                                                     | 1 - 2                                                    | Éliminatoires C.D.M.                                     | Titulaire                                                |
| 8.                                                       | 22/03/2013                                               | Khalifa International Stadium, Doha, Qatar               | Canada                                                   | 1 - 2                                                    | Match amical                                             | Remplaçant 83e (G. Sakai)                                |
| 9.                                                       | 30/05/2013                                               | Stade Toyota, Toyota, Japon                              | Bulgarie                                                 | 0 - 2                                                    | Match amical                                             | Remplaçant 46e (A. Uchida)                               |
| 10.                                                      | 11/06/2013                                               | Khalifa International Stadium, Doha, Qatar               | Irak                                                     | 0 - 1                                                    | Éliminatoires C.D.M.                                     | Titulaire                                                |
| 11.                                                      | 19/06/2013                                               | Itaipava Arena, São Lourenço da Mata, Brésil             | Italie                                                   | 4 - 3                                                    | Coupe des confédérations                                 | Remplaçant 73e (A. Uchida)                               |
| 12.                                                      | 22/06/2013                                               | Estádio Alberto Tavares (en), Teresina, Brésil           | Mexique                                                  | 2 - 1                                                    | Coupe des confédérations                                 | Titulaire 58e (A. Uchida)                                |
| 13.                                                      | 16/11/2013                                               | Cristal Arena, Genk, Belgique                            | Pays-Bas                                                 | 2 - 2                                                    | Match amical                                             | Remplaçant 79e (A. Uchida)                               |
| 14.                                                      | 19/11/2013                                               | Stade Roi Baudouin, Bruxelles, Belgique                  | Belgique                                                 | 2 - 3                                                    | Match amical                                             | Titulaire                                                |
| 15.                                                      | 05/03/2014                                               | Stade olympique national, Tokyo, Japon                   | Nouvelle-Zélande                                         | 4 - 2                                                    | Match amical                                             | Titulaire 46e (G. Sakai)                                 |
| 16.                                                      | 27/05/2014                                               | Stade Saitama 2002, Saitama, Japon                       | Chypre                                                   | 1 - 0                                                    | Match amical                                             | Remplaçant 46e (A. Uchida)                               |
| 17.                                                      | 02/06/2014                                               | Raymond James Stadium, Tampa, États-Unis                 | Costa Rica                                               | 1 - 3                                                    | Match amical                                             | Remplaçant 71e (A. Uchida)                               |
| 18.                                                      | 06/06/2014                                               | Raymond James Stadium, Tampa, États-Unis                 | Zambie                                                   | 3 - 4                                                    | Match amical                                             | Remplaçant 67e (A. Uchida)                               |
| 19.                                                      | 05/09/2014                                               | Dôme de Sapporo, Japon                                   | Uruguay                                                  | 1 - 2                                                    | Match amical                                             | Titulaire 87e (G. Sakai)                                 |
| 20.                                                      | 27/03/2015                                               | Stade d'Oita, Ōita, Japon                                | Tunisie                                                  | 2 - 0                                                    | Match amical                                             | Titulaire 84e (A. Uchida)                                |
| 21.                                                      | 11/06/2015                                               | Stade Nissan, Yokohama, Japon                            | Irak                                                     | 4 - 0                                                    | Match amical                                             | Titulaire                                                |
| 22.                                                      | 16/06/2015                                               | Stade Saitama 2002, Saitama, Japon                       | Singapour                                                | 0 - 0                                                    | Éliminatoires C.D.M.                                     | Titulaire                                                |
| 23.                                                      | 03/09/2015                                               | Stade Saitama 2002, Saitama, Japon                       | Cambodge                                                 | 3 - 0                                                    | Éliminatoires C.D.M.                                     | Titulaire                                                |
| 24.                                                      | 08/09/2015                                               | Stade Azadi, Téhéran, Iran                               | Afghanistan                                              | 0 - 6                                                    | Éliminatoires C.D.M.                                     | Titulaire 71e (T. Usami)                                 |
| 25.                                                      | 12/11/2015                                               | Stade national, Kallang, Singapour                       | Singapour                                                | 0 - 3                                                    | Éliminatoires C.D.M.                                     | Titulaire                                                |
| 26.                                                      | 24/03/2016                                               | Stade Saitama 2002, Saitama, Japon                       | Afghanistan                                              | 5 - 0                                                    | Éliminatoires C.D.M.                                     | Titulaire                                                |
| 27.                                                      | 03/06/2016                                               | Stade Toyota, Toyota, Japon                              | Bulgarie                                                 | 7 - 2                                                    | Match amical                                             | Titulaire                                                |
| 28.                                                      | 01/09/2016                                               | Stade Saitama 2002, Saitama, Japon                       | Émirats arabes unis                                      | 1 - 2                                                    | Éliminatoires C.D.M.                                     | Titulaire                                                |
| 29.                                                      | 06/09/2016                                               | Stade Rajamangala, Bangkok, Thaïlande                    | Thaïlande                                                | 0 - 1                                                    | Éliminatoires C.D.M.                                     | Titulaire                                                |
| 30.                                                      | 06/10/2016                                               | Stade Saitama 2002, Saitama, Japon                       | Irak                                                     | 2 - 1                                                    | Éliminatoires C.D.M.                                     | Titulaire                                                |
| 31.                                                      | 11/11/2016                                               | Stade de Kashima, Kashima, Japon                         | Oman                                                     | 4 - 0                                                    | Match amical                                             | Titulaire                                                |
| 32.                                                      | 15/11/2016                                               | Stade Saitama 2002, Saitama, Japon                       | Arabie saoudite                                          | 2 - 1                                                    | Éliminatoires C.D.M.                                     | Titulaire                                                |
| 33.                                                      | 24/03/2017                                               | Stade Hazza Bin Zayed, Al-Aïn, Émirats arabes unis       | Émirats arabes unis                                      | 0 - 2                                                    | Éliminatoires C.D.M.                                     | Titulaire                                                |
| 34.                                                      | 28/03/2017                                               | Stade Saitama 2002, Saitama, Japon                       | Thaïlande                                                | 4 - 0                                                    | Éliminatoires C.D.M.                                     | Titulaire                                                |
| 35.                                                      | 07/06/2017                                               | Stade Ajinomoto, Tokyo, Japon                            | Syrie                                                    | 1 - 1                                                    | Match amical                                             | Titulaire                                                |
| 36.                                                      | 13/06/2017                                               | Stade Shahid Dastgerdi (en), Téhéran, Iran               | Irak                                                     | 1 - 1                                                    | Éliminatoires C.D.M.                                     | Titulaire 76e (G. Sakai)                                 |
| 37.                                                      | 31/08/2017                                               | Stade Saitama 2002, Saitama, Japon                       | Australie                                                | 2 - 0                                                    | Éliminatoires C.D.M.                                     | Titulaire                                                |
| 38.                                                      | 05/09/2017                                               | Stade Roi-Abdallah, Djeddah, Arabie saoudite             | Arabie saoudite                                          | 1 - 0                                                    | Éliminatoires C.D.M.                                     | Titulaire                                                |
| 39.                                                      | 06/10/2017                                               | Stade Toyota, Toyota, Japon                              | Nouvelle-Zélande                                         | 2 - 1                                                    | Match amical                                             | Titulaire                                                |
| 40.                                                      | 10/11/2017                                               | Stade Pierre-Mauroy, Lille, France                       | Brésil                                                   | 3 - 1                                                    | Match amical                                             | Titulaire                                                |
| 41.                                                      | 14/11/2017                                               | Stade Jan-Breydel, Bruges, Belgique                      | Belgique                                                 | 1 - 0                                                    | Match amical                                             | Titulaire 86e (G. Sakai)                                 |
| 42.                                                      | 08/06/2018                                               | Stadio comunale Cornaredo, Lugano, Suisse                | Suisse                                                   | 0 - 2                                                    | Match amical                                             | Remplaçant 56e (G. Sakai)                                |
| 43.                                                      | 12/06/2018                                               | Tivoli Neu, Innsbruck, Autriche                          | Paraguay                                                 | 4 - 2                                                    | Match amical                                             | Remplaçant 46e (W. Endo)                                 |
| 44.                                                      | 19/06/2018                                               | Mordovia Arena, Saransk, Russie                          | Colombie                                                 | 2 - 1                                                    | Coupe du monde                                           | Titulaire                                                |
| 45.                                                      | 24/06/2018                                               | Stade central, Iekaterinbourg, Russie                    | Sénégal                                                  | 2 - 2                                                    | Coupe du monde                                           | Titulaire                                                |
| 46.                                                      | 28/06/2018                                               | Volgograd Arena, Volgograd, Russie                       | Pologne                                                  | 0 - 1                                                    | Coupe du monde                                           | Titulaire                                                |
| 47.                                                      | 02/07/2018                                               | Rostov Arena, Rostov-sur-le-Don, Russie                  | Belgique                                                 | 3 - 2                                                    | Coupe du monde                                           | Titulaire                                                |
| 48.                                                      | 16/10/2018                                               | Stade Saitama 2002, Saitama, Japon                       | Uruguay                                                  | 4 - 3                                                    | Match amical                                             | Titulaire                                                |
| 49.                                                      | 16/11/2018                                               | Stade d'Oita, Ōita, Japon                                | Venezuela                                                | 1 - 1                                                    | Match amical                                             | Titulaire 40e                                            |
| 50.                                                      | 09/01/2019                                               | Stade Al-Nahyan, Abou Dabi, Émirats arabes unis          | Turkménistan                                             | 2 - 3                                                    | Coupe d'Asie                                             | Titulaire                                                |
| 51.                                                      | 13/01/2019                                               | Stade Al-Nahyan, Abou Dabi, Émirats arabes unis          | Oman                                                     | 0 - 1                                                    | Coupe d'Asie                                             | Titulaire                                                |
| 52.                                                      | 21/01/2019                                               | Stade de Charjah, Charjah, Émirats arabes unis           | Arabie saoudite                                          | 0 - 1                                                    | Coupe d'Asie                                             | Titulaire                                                |
| 53.                                                      | 24/01/2019                                               | Stade Al-Maktoum, Dubaï, Émirats arabes unis             | Vietnam                                                  | 0 - 1                                                    | Coupe d'Asie                                             | Titulaire                                                |
| 54.                                                      | 28/01/2019                                               | Stade Hazza Bin Zayed, Al-Aïn, Émirats arabes unis       | Iran                                                     | 0 - 3                                                    | Coupe d'Asie                                             | Titulaire 73e (S.Muroya)                                 |
| 55.                                                      | 01/02/2019                                               | Stade Al-Nahyan, Abou Dabi, Émirats arabes unis          | Qatar                                                    | 3 - 1                                                    | Coupe d'Asie                                             | Titulaire                                                |
| 56.                                                      | 05/06/2019                                               | Toyota Stadium, Toyota, Japon                            | Trinité-et-Tobago                                        | 0 - 0                                                    | Match amical                                             | Titulaire 62e (S.Muroya)                                 |
| 57.                                                      | 05/09/2019                                               | Stade de Kashima, Kashima, Japon                         | Paraguay                                                 | 2 - 0                                                    | Match amical                                             | Titulaire 46e (N.Ueda)                                   |
| 58.                                                      | 10/09/2019                                               | Stade Thuwunna, Rangoun, Birmanie                        | Birmanie                                                 | 0 - 2                                                    | Éliminatoires C.D.M.                                     | Titulaire                                                |
| 59.                                                      | 10/10/2019                                               | Stade Saitama 2002, Saitama, Japon                       | Mongolie                                                 | 6 - 0                                                    | Éliminatoires C.D.M.                                     | Titulaire 57e (K.Anzai)                                  |
| 60.                                                      | 15/10/2019                                               | Stade Pamir, Douchanbé, Tadjikistan                      | Tadjikistan                                              | 0 - 3                                                    | Éliminatoires C.D.M.                                     | Titulaire                                                |
| 61.                                                      | 14/11/2019                                               | Spartak Stadium, Bichkek, Kirghizistan                   | Kirghizistan                                             | 0 - 2                                                    | Éliminatoires C.D.M.                                     | Titulaire                                                |
| 62.                                                      | 09/10/2020                                               | Stade de Galgenwaard, Utrecht, Pays-Bas                  | Cameroun                                                 | 0 - 0                                                    | Match amical                                             | Titulaire                                                |
| 63.                                                      | 13/11/2020                                               | Stadion Graz-Liebenau, Graz, Autriche                    | Panama                                                   | 1 - 0                                                    | Match amical                                             | Remplaçant 82e (S.Muroya)                                |
| 64.                                                      | 17/11/2020                                               | Stadion Graz-Liebenau, Graz, Autriche                    | Mexique                                                  | 0 - 2                                                    | Match amical                                             | Titulaire                                                |
| 65.                                                      | 28/05/2021                                               | Fukuda Denshi Arena, Chiba, Japon                        | Birmanie                                                 | 10 - 0                                                   | Éliminatoires C.D.M.                                     | Titulaire 46e (S.Muroya)                                 |
| 66.                                                      | 02/09/2021                                               | Panasonic Stadium, Suita, Japon                          | Oman                                                     | 0 - 1                                                    | Éliminatoires C.D.M.                                     | Titulaire                                                |
| 67.                                                      | 07/10/2021                                               | Stade Roi-Abdallah, Suita, Japon                         | Arabie saoudite                                          | 1 - 0                                                    | Éliminatoires C.D.M.                                     | Titulaire                                                |
| 68.                                                      | 12/10/2021                                               | Stade Saitama 2002, Saitama, Japon                       | Australie                                                | 2 - 1                                                    | Éliminatoires C.D.M.                                     | Titulaire                                                |

### Buts internationaux
| #  | Date             | Lieu                      | Adversaire | Score | Résultat | Compétition  |
| -- | ---------------- | ------------------------- | ---------- | ----- | -------- | ------------ |
| 1. | 16 novembre 2018 | Stade d'Oita, Ōita, Japon | Venezuela  | 1-0   | 1 - 1    | Match amical |

## Palmarès

### En club
Avec le Kashiwa Reysol, son club formateur, il remporte le championnat du Japon de division 2 en 2010 avant d'être sacré champion du Japon en 2011. Il remporte également la Supercoupe du Japon en 2012.
Avec l'Olympique de Marseille, il est finaliste de la Ligue Europa en 2018 perdue face à l'Atlético de Madrid et vice-champion de France en 2020. Il est également finaliste du Trophée des champions 2020.
Il revient au Japon au Urawa Red Diamonds, avec qui il remporte la Ligue des champions de l'AFC 2022-2023 ainsi que la Coupe du Japon en 2021 et la Supercoupe du Japon en 2022. Il est également finaliste de la Coupe de la Ligue en 2023.

### En sélection
Il est finaliste de la Coupe d'Asie des nations 2019 avec le Japon.

### Distinctions individuelles
A titre individuel, il est nommé dans l'équipe-type du championnat du Japon en 2011 et est élu meilleur jeune joueur du championnat du Japon en la même année.
Il remporte le prix de meilleur joueur japonais de l’année 2018. Lors de la Coupe d’Asie des nations 2019, il est élu meilleur défenseur et fait partie de l’équipe type de la compétition.
Il remporte le prix de meilleur joueur olympien de la saison 2018-2019 attribué par les supporters.
Il est nommé meilleur joueur de la Ligue des champions de l'AFC 2022-2023.